# Bill Carlisle
William „Bill“ Carlisle (* 19. Dezember 1908 in Wakefield, Kentucky; † 17. März 2003) war ein US-amerikanischer Country-Musiker und -sänger. Er trat oft mit seinem älteren Bruder Cliff Carlisle auf. Sein Spitzname war „Jumpin’ Bill“.

## Leben

### Kindheit und Jugend
Bill Carlisle wuchs in Wakefield auf. Sein Bruder Cliff brachte ihm das Gitarrenspiel bei. Während der 1920er-Jahre trat er auf verschiedenen Vaudevilles und Zeltshows auf. Ab 1929 hatte die Familie Carlisle bei einem lokalen Radiosender in Louisville ihre eigene Radioshow, den Carlisle Family Saturday Night Barn Dance. Beeindruckt durch Bruder Cliffs Erfolg in der Musikszene, begann auch Carlisle sich professionell der Musik zu widmen.

### Anfänge
1934 verhalf Cliff seinem Bruder Bill zu einem Plattenvertrag bei ARC Records. Dort spielte er seine erste Single, Rattlesnake Daddy ein. In den folgenden Jahren veröffentlichte er weitere Platten wie String Bean Mama, den Jumpin’ and Jenkin’ Blues oder Sally, Let Your Bangs Hang Down. Währenddessen trat er oft mit seinem Bruder auf und veröffentlichte mit ihm Platten. Aber auch mit seiner eigenen Band trat er regelmäßig auf, unter anderem in den Radioshows Midday Merry-Go-Round und WNOX Tennessee Barn Dance.

### Durchbruch
Zusammen mit seinem Bruder Cliff hatte er 1946 seinen ersten großen Hit. Rainbow at Midnight erreichte eine gute Chartplatzierung. Zwei Jahre später, also 1948, konnten die beiden einen weiteren Erfolg mit Tramp On The Street verbuchen. Anfang der 1950er Jahre begann er dann seine erfolgreiche Solo-Karriere. 1953 trat er erstmals in der Grand Ole Opry, der erfolgreichsten Radioshow Amerikas, auf. Zudem veröffentlichte er weiterhin Platten, beispielsweise No Help Wanted, Knothole und Shake-A-Lage. Sein Titel Too Old To Cut The Mustard wurde später von vielen erfolgreichen Musikern aufgenommen wie Ernest Tubb und Red Foley, The Maddox Brothers und Rose Maddox sowie von Marlene Dietrich und Rosemary Clooney. Seinen letzten Hit hatte er 1965 mit What Kinda Deal Is This?.
In den folgenden Jahren trat er häufig mit seinem Sohn Billy und seiner Tochter Sheila auf. 2002 wurde er in die Country Music Hall of Fame aufgenommen.
Bill Carlisle starb am 17. März 2003.